# Бренда Блетин
Бренда Блетин (на английски: Brenda Blethyn) е британска актриса. 

## Биография
Бренда Блетин е родена на 20 февруари 1946 година в Рамсгейт, Великобритания. Тя е най-малкото от деветте деца в римокатолическо семейство от работническа класа. Майка ѝ Луиза Катлийн (родена Supple; 10 май 1904 – 1992) е домакиня и бивша прислужница, а баща ѝ е Уилям Чарлз Ботъл (5 март 1894 – ок. 1984). Родителите ѝ се запознават през 1922 г., когато Луиза Катлийн работи в домакинството на баща и в Броудстерис, Кент.  Преди това Ботъл е работил като овчар и е прекарал шест години в Британска Индия с Кралската полева артилерия непосредствено преди да се върне у дома в Броудстерис.  Преди Втората световна война той намира работа като механик в автомобилната фабрика Воксхол в Лутън, Бедфордшър. 
Семейството живеело в лоши условия в дома на баба им по майчина линия. Едва през 1944 г. след 20 години згодени и раждането на осем деца, двойката се ожени и се премести в малка къща под наем в Рамсгейт.  Когато Бренда Блетин се ражда през 1946 г., нейните трима най-големи братя и сестри, Пам, Тед и Бернар, вече са напуснали дома.  Родителите ѝ са първите, които въвеждат Бренда в киното, водейки я всяка седмица на кино. 
Първоначално Блетин се обучава в технически колеж и е работила като стенограф и счетоводител в банка. В края на брака си тя избира да превърне хобито си на любителка на драмата в своя професия. След като учи в Гилдфордското училище по актьорско майсторство (Guildford School of Acting).

### Кариера
Тя излиза на лондонската сцена през 1976 г., изпълнявайки няколко сезона в Кралски национален театър. Участва през следващите три години в представленията „Троил и Кресида“, „Тамерлан Велики“, „Плодовете на Просвещението“ партнира със сър Ралф Ричардсън, „Спалня фарс“. 
През 1980 г. прави своя телевизионен дебют във „Възрастни“ на Майк Лий. По-късно е водеща роля в комедията „Шанс за един милион“ (1984 – 1986) и „Трудовете на Ерика“ (1989 – 1990). Дебютира на голям екран с малка роля в екранизацията на Никълъс Рьог от 1990 г. на „Вещиците“ на Роалд Дал. Прави голям пробив в кариерата с главната си роля в драмата на Майк Лий от 1996 г. „Тайни и лъжи“, за която получава множество награди, включително за най-добра актриса в Кан, БАФТА, Златен глобус и номинация за Оскар. Тя печели втората си номинация за Оскар две години по-късно за изпълнението си в „Малък глас“ (1998). Оттогава Блетин се появи в редица високо бюджетни и независими продукции, освен това тя продължава да се появява често по телевизията, в продукции като „Ани Франк: Цялата история“ (2001) и „Война и мир“ (2007). От 2011 г. тя играе главната роля на детектив Вера Станхоуп в драматичния британския криминален сериал „Вера“.

### Личен живот
Блетин се жени за Алън Джеймс Блетин графичен дизайнер, с когото се запознава, докато работи за British Rail през 1964 г. Развеждат се през 1973 г.  Блетин запазва фамилията на съпруга си като професионално име. Британският арт директор Майкъл Мейхю е неин партньор през последните три десетилетия, а двойката сключва брак през юни 2010 г. 
Блетин е удостоена с титлата Офицер на Орден на Британската империя (OBE) за драматични заслуги в наградите за Нова година през 2003 г.

## Избрана филмография
| година | филм                    | оригинално заглавие | роля              | режисьор |
| ------ | ----------------------- | ------------------- | ----------------- | -------- |
| 1996   | Тайни и лъжи            | Secrets & Lies      | Синтия Роуз Пърли | Майк Лий |
| 2005   | Гордост и предразсъдъци | Pride and Prejudice | Г-жа Бенет        | Джо Райт |
| 2007   | Изкупление              | Atonement           | Грейс Търнър      | Джо Райт |